# Ернст Тройберг
Ернст Тройберг (нім. Ernst Treuberg) — швейцарський футболіст, що грав на позиції воротаря. Виступав, зокрема, за клуби «Берн» і «Лозанна».

## Клубна кар'єра
Виступав у складі клубу Берн у вищому дивізіоні чемпіонату Швейцарії. Найвищий результат, якого досягла команда в ті роки — четверте місце в лізі в 1936 році. Також з командою грав у півфіналі Кубка Швейцарії в 1935 і 1936 роках.
Влітку 1936 року брав участь в Кубку Мітропи. Швейцарські клуби вперше отримали запрошення виступити в турнірі, розпочинали свій шлях в кваліфікаційному раунді і всі четверо представників не змогли пройти далі. «Берн» зустрічався з італійським клубом «Торіно» і без шансів двічі програв 1:4 і 1:7.
Коли в 1938 році «Берн» вилетів з вищого дивізіону, Тойберг перейшов у «Лозанну». Два сезони був основним воротарем цієї команди. В 1940 році команда стала четвертою в чемпіонаті і вийшла в півфінал національного кубка.

## Статистика виступів

### Статистика виступів в чемпіонаті
Виступи у вищому дивізіоні чемпіонату Швейцарії починаючи з сезону 1933/34.
| Сезон                       | Матчі | Голи | Клуб    |
| --------------------------- | ----- | ---- | ------- |
| Чемпіонат Швейцарії 1934/35 | 26    | 1    | Берн    |
| Чемпіонат Швейцарії 1935/36 | 23    | 0    | Берн    |
| Чемпіонат Швейцарії 1936/37 | 21    | 1    | Берн    |
| Чемпіонат Швейцарії 1937/38 | 21    | 1    | Берн    |
| Чемпіонат Швейцарії 1938/39 | 22    | 0    | Лозанна |
| Чемпіонат Швейцарії 1939/40 | 22    | 0    | Лозанна |
| РАЗОМ                       | 135   | 3    |         |

### Статистика виступів у Кубку Мітропи
| №                      | Розіграш               | Стадія                 | Дата та місце проведення | Команда 1              | Рахунок | Команда 2 | Голи |
| ---------------------- | ---------------------- | ---------------------- | ------------------------ | ---------------------- | ------- | --------- | ---- |
| 1                      | 1936                   | кв. раунд              | 07.06.1936 Берн          | Берн                   | 1:4     | Торіно    | -4   |
| 2                      | 1936                   | кв. раунд              | 14.06.1936 Турин         | Торіно                 | 7:1     | Берн      | -7   |
| Всього в Кубку Мітропи | Всього в Кубку Мітропи | Всього в Кубку Мітропи | Всього в Кубку Мітропи   | Всього в Кубку Мітропи | 2       |           | -11  |